# یرواند یرزنکیان
یرواند داوتی یرزنکیان (ارمنی: Երվանդ Դավթի Երզնկյան؛  زادهٔ ۱۹ ژوئن ۱۹۴۷) آهنگساز و رهبر ارکستراهل ارمنستان است. وی از سال میلادی تاکنون مشغول فعالیت بوده است.

## زندگی‌نامه
وی در ۱۹ ژوئن ۱۹۴۷ در ایروان به دنیا آمد و از کنسرواتوار دولتی کومیتاس ایروان فارغ‌التحصیل گشت. وی عضو اتحادیه آهنگسازان ارمنستان است وی همچنین برندهٔ جوایزی همچون هنرمند مردمی جمهوری ارمنستان (۲۰۱۵)، چهره هنری شایسته جمهوری ارمنستان (۲۰۰۶) و شهروند افتخاری ایروان شده است.

## نگارخانه

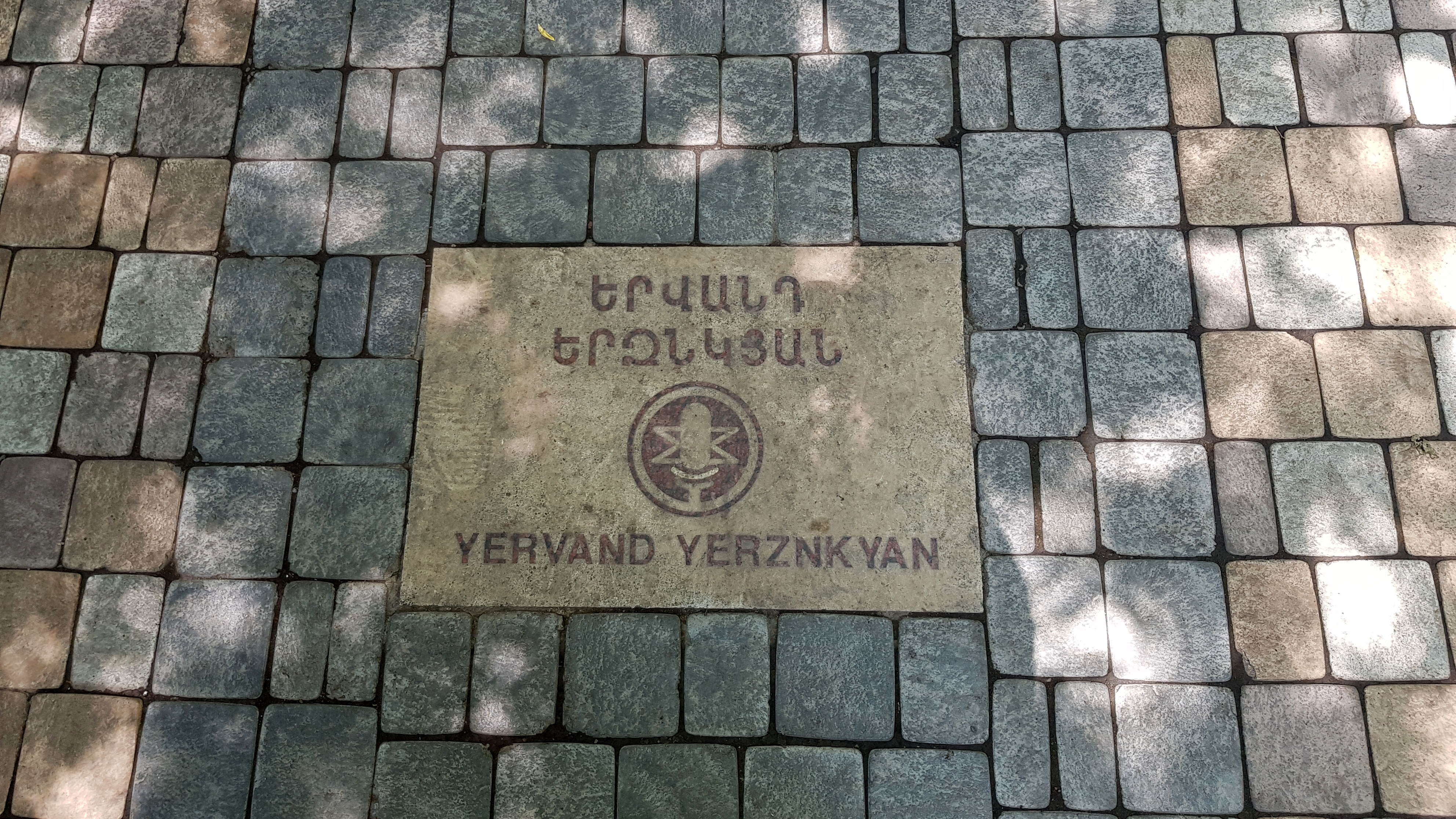

## یادداشت
1. ↑  Հայաստանի արվեստի վաստակավոր գործիչ